# SET Index
| SET Index      | SET Index                  |
| Stammdaten     | Stammdaten                 |
| -------------- | -------------------------- |
| Staat          | Thailand                   |
| Börse          | Stock Exchange of Thailand |
| ISIN           | XC0009655199               |
| WKN            | 965519                     |
| Symbol         | SETI                       |
| RIC            | ^SETI                      |
| Bloomberg-Code | SET <INDEX>                |
| Kategorie      | Aktienindex                |
| Typ            | Kursindex                  |
| Familie        | SET-Indizes                |

Der SET Index ist der führende Aktienindex in Thailand. Er umfasst alle an der Stock Exchange of Thailand (SET) notierten Unternehmen.

## Berechnung
Der SET Index ist ein Kursindex, in dem alle Aktiengesellschaften der Stock Exchange of Thailand (SET) gelistet sind. Er spiegelt die Entwicklung des gesamten thailändischen Aktienmarktes wider. Der Indexstand wird ausschließlich auf Grund der Aktienkurse ermittelt und nur um Erträge aus Bezugsrechten und Sonderzahlungen bereinigt. Die Gewichtung erfolgt nach der Marktkapitalisierung der gelisteten Unternehmen. Kapitalmaßnahmen wie Aktiensplits haben keinen (verzerrenden) Einfluss auf den Index. Die Berechnung wird während der SET-Handelszeit laufend aktualisiert.

## Geschichte

### 20. Jahrhundert

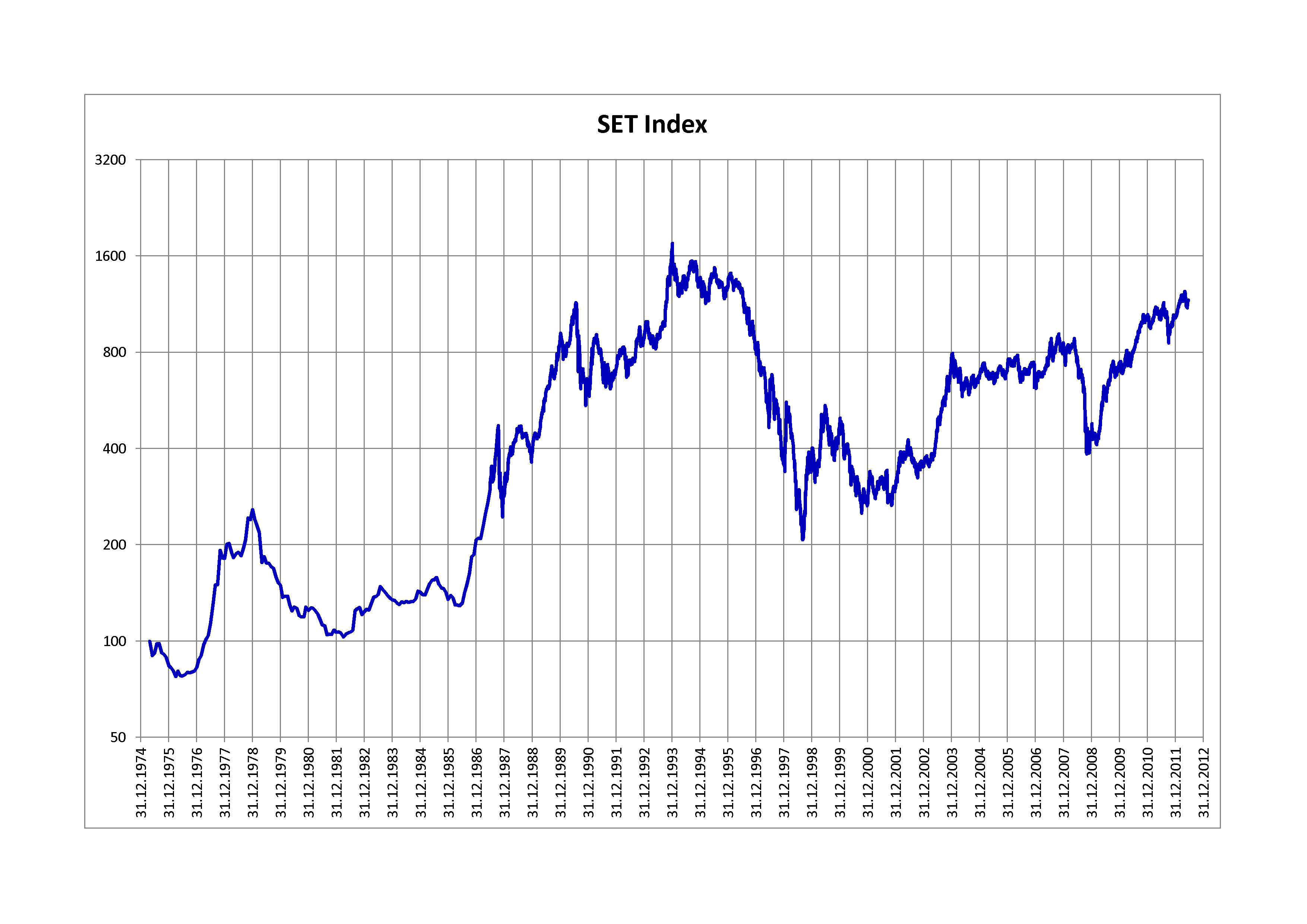
SET Index 1975–2012

Der SET Index startete am 30. April 1975 mit einem Basiswert von 100 Punkten. Am 17. März 1976 schloss der thailändische Leitindex mit 76,44 Punkten auf einem Allzeittief. Bis zum 24. November 1978 stieg er auf einen Schlussstand von 266,20 Punkten. Im Verlauf der Rezession Anfang der 1980er Jahre verlor der Index 61,6 Prozent an Wert. Am 14. April 1982 beendete er den Handel bei 102,03 Punkten.
Bis zum 16. Oktober 1987 stieg das Börsenbarometer um 363,5 Prozent auf einen Schlussstand von 472,86 Punkten. Nach dem Schwarzen Montag am 19. Oktober 1987 an der New York Stock Exchange, als der Wert des Dow-Jones-Index um 22,6 Prozent einbrach, sank der SET Index wieder. Am 4. Januar 1988 beendete er den Handel bei 287,71 Punkten. Der Verlust seit Oktober 1987 beträgt 39,2 Prozent.
Infolge der Liberalisierung des Finanzsektors entstand Ende der 1980er/Anfang der 1990er Jahre ein Kreditboom in Thailand. Das Wachstum des Kreditvolumens lag in dieser Zeit im Durchschnitt bei 8 bis 10 Prozent über den Wachstumsraten des Bruttoinlandsproduktes (BIP). Ein immer größerer Teil der Kredite wurde dabei zum Kauf von Aktien und Immobilien eingesetzt. Die Folge war ein Anstieg des Aktienmarktes und ein starkes Ansteigen der Immobilienpreise.
Am 29. April 1989 schloss der Aktienindex erstmals über der Grenze von 500 Punkten und am 31. Mai 1990 zum ersten Mal über der 1.000-Punkte-Marke. Am 25. Juli 1990 beendete der SET Index den Handel bei 1.143,78 Punkten und damit um 297,5 Prozent höher. Vier Monate später, am 30. November 1990, schloss er bei 544,30 Punkten. Der Verlust liegt bei 52,4 Prozent. In den folgenden 3 Jahren stieg der thailändische Leitindex um 222,2 Prozent. Am 16. Dezember 1993 schloss er erstmals über der Grenze von 1.500 Punkten. Am 4. Januar 1994 markierte der Index mit einem Schlussstand von 1.753,73 Punkten ein Allzeithoch.
Überhitzung und wirtschaftspolitische Fehler führten dazu, dass Thailand zur Mitte der 1990er Jahre zum Epizentrum der Asienkrise gehörte: Spekulationen gegen den festen Wechselkurs des Baht gegenüber dem US-Dollar führten 1997 zur Aufgabe des Wechselkurssystems, massiver Abwertung des Baht und einer Bankenkrise. 1998 schrumpfte die Wirtschaft massiv um 10,4 Prozent. Im Zuge der Krise verlor der SET Index an Wert. Am 4. September 1998 schloss er bei 207,31 Punkten und damit um 88,2 Prozent tiefer als im Januar 1994. Es ist der größte Sturz in der Geschichte des Index.
Am 22. Juni 1999 beendete das Börsenbarometer den Handel bei 545,91 Punkten. Der Zuwachs seit September 1998 beträgt 163,3 Prozent.

### 21. Jahrhundert
Nach dem Platzen der Spekulationsblase im Technologiesektor (Dotcom-Blase) fiel der SET Index bis zum 11. Oktober 2000 auf einen Tiefststand von 250,60 Punkten. Das war ein Rückgang seit Juni 1999 um 54,1 Prozent. Bis zum 29. Oktober 2007 stieg der Aktienindex auf einen Schlussstand von 915,03 Punkten. Der Gewinn seit Oktober 2000 liegt bei 265,1 Prozent.
Im Verlauf der internationalen Finanzkrise, die im Sommer 2007 in der US-Immobilienkrise ihren Ursprung hatte, begann der Index wieder zu sinken. Ab dem 3. Quartal 2008 wirkte sich die Krise zunehmend auf die Realwirtschaft aus. In Folge brachen die Aktienkurse weltweit ein. Am 8. Oktober 2008 schloss das Börsenbarometer mit 492,34 Punkten unter der 500-Punkte-Marke. Einen neuen Tiefststand erzielte der SET Index am 29. Oktober 2008, als er den Handel bei 384,15 Punkten beendete. Das entspricht einem Rückgang seit Oktober 2007 um 58,0 Prozent.
Der 29. Oktober 2008 markiert den Wendepunkt der Talfahrt. Ab dem Herbst 2008 war der Index wieder auf dem Weg nach oben. Bis zum 9. Januar 2013 stieg der thailändische Leitindex um 270,6 Prozent auf einen Schlussstand von 1.423,46 Punkten.

### Höchststände
Die Übersicht zeigt die Allzeithöchststände des SET Index.
|                      | Punkte   | Datum                    |
| -------------------- | -------- | ------------------------ |
| im Handelsverlauf    | 1.789,16 | Mittwoch, 5. Januar 1994 |
| auf Schlusskursbasis | 1.753,73 | Dienstag, 4. Januar 1994 |

### Meilensteine
Die Tabelle zeigt die Meilensteine des SET Index seit 1975.
| Erster Schlussstand über | Schlussstand in Punkten | Datum             |
| ------------------------ | ----------------------- | ----------------- |
| 100                      | 100,00                  | 30. April 1975    |
| 500                      | 500,21                  | 29. April 1989    |
| 1.000                    | 1.000,71                | 31. Mai 1990      |
| 1.100                    | 1.107,68                | 19. Juli 1990     |
| 1.200                    | 1.206,99                | 28. Oktober 1993  |
| 1.300                    | 1.335,47                | 2. November 1993  |
| 1.400                    | 1.459,11                | 8. Dezember 1993  |
| 1.500                    | 1.526,79                | 16. Dezember 1993 |
| 1.600                    | 1.625,29                | 28. Dezember 1993 |
| 1.700                    | 1.753,73                | 4. Januar 1994    |

### Jährliche Entwicklung
Die Tabelle zeigt die jährliche Entwicklung des SET Index seit 1975.
| Jahr | Schlussstand in Punkten | Veränderung in Punkten | Veränderung in % |
| ---- | ----------------------- | ---------------------- | ---------------- |
| 1975 | 84,08                   |                        |                  |
| 1976 | 82,70                   | −1,38                  | −1,64            |
| 1977 | 181,59                  | 98,89                  | 119,58           |
| 1978 | 257,73                  | 76,14                  | 41,93            |
| 1979 | 149,40                  | −108,33                | −42,03           |
| 1980 | 124,67                  | −24,73                 | −16,55           |
| 1981 | 106,62                  | −18,05                 | −14,48           |
| 1982 | 123,50                  | 16,88                  | 15,83            |
| 1983 | 134,47                  | 10,97                  | 8,88             |
| 1984 | 142,29                  | 7,82                   | 5,82             |
| 1985 | 134,95                  | −7,34                  | −5,16            |
| 1986 | 207,20                  | 72,25                  | 53,54            |
| 1987 | 284,94                  | 77,74                  | 37,52            |
| 1988 | 386,73                  | 101,79                 | 35,72            |
| 1989 | 879,19                  | 492,46                 | 127,34           |
| 1990 | 612,86                  | −266,33                | −30,29           |
| 1991 | 711,36                  | 98,50                  | 16,07            |
| 1992 | 893,42                  | 182,06                 | 25,59            |
| 1993 | 1.682,85                | 789,43                 | 88,36            |
| 1994 | 1.360,09                | −322,76                | −19,18           |
| 1995 | 1.280,81                | −79,28                 | −5,83            |
| 1996 | 831,57                  | −449,24                | −35,07           |
| 1997 | 372,69                  | −458,88                | −55,18           |
| 1998 | 355,81                  | −16,88                 | −4,53            |
| 1999 | 481,92                  | 126,11                 | 35,44            |
| 2000 | 269,19                  | −212,73                | −44,14           |
| 2001 | 303,85                  | 34,66                  | 12,88            |
| 2002 | 356,48                  | 52,63                  | 17,32            |
| 2003 | 772,15                  | 415,67                 | 116,60           |
| 2004 | 668,10                  | −104,05                | −13,48           |
| 2005 | 713,73                  | 45,63                  | 6,83             |
| 2006 | 679,84                  | −33,89                 | −4,75            |
| 2007 | 858,10                  | 178,26                 | 26,22            |
| 2008 | 449,96                  | −408,14                | −47,56           |
| 2009 | 734,54                  | 284,58                 | 63,25            |
| 2010 | 1.032,76                | 298,22                 | 40,60            |
| 2011 | 1.025,32                | −7,44                  | −0,72            |
| 2012 | 1.391,93                | 366,61                 | 35,76            |
| 2013 | 1.298,71                | −93,22                 | −6,70            |
| 2014 | 1.497,67                | 198,96                 | 15,32            |
| 2015 | 1.288,02                | −209,65                | −14,00           |
| 2016 | 1.542,94                | 254,92                 | 19,79            |
| 2017 | 1.753,71                | 210,77                 | 13,66            |
| 2018 | 1.563,88                | −189,83                | −10,82           |
| 2019 | 1.579,84                | 15,96                  | 1,02             |
| 2020 | 1.449,35                | −130,49                | −8,26            |
| 2021 | 1.657,62                | 208,27                 | 14,37            |
| 2022 | 1.668,66                | 11,04                  | 0,67             |
| 2023 | 1.415,85                | −252,81                | −15,15           |